# Tercera invasión mongola de Polonia
La tercera invasión mongola de Polonia fue llevada a cabo por Nogai Kan y Talabuga  en 1287-1288. Al igual que en la segunda invasión, su propósito era saquear la Pequeña Polonia y evitar que el duque Leszek II el Negro interfiriera en los asuntos húngaros y rutenos. La invasión también fue parte de las hostilidades entre Polonia y Rutenia; en 1281, los polacos habían derrotado a una fuerza mongola cerca de Goslicz que había entrado en el territorio del duque Leszek en apoyo deLev I.

## Planificación
En noviembre de 1287, Nogai Khan exigió que los príncipes de Rutenia aparecieran personalmente llevando a sus ejércitos a unirse a él en una expedición a Polonia, mientras él y Talabuga reunían su propia caballería. Reunió lo que la Crónica gallega-volinia llamaba «una gran hueste» junto con sus vasallos en la frontera polaco-gallega. Después de dejar a algunos hombres en Rutenia para defender su retaguardia, planeó la invasión.
La expedición fue emprendida por una fuerza de 30 000 hombres, una mezcla de tropas mongolas/turcas y tropas vasallas de Rutenia. El plan, ideado por Nogai Kan, era similar al de 1259. El ejército mongol fue dividido en dos columnas. 20 000 hombres de caballería (incluyendo a los rutenos) bajo Talabuga atacaron hacia Sandomierz y el norte de la Pequeña Polonia, mientras que otros 10 000 hombres de caballería (todos mongoles/túrquicos, ninguna fuente hace referencia a los rutenos)  bajo Nogai se dirigieron hacia el área de Cracovia-Sacz. Al igual que en las invasiones anteriores, la campaña debía llevarse a cabo con gran rapidez y sorpresa para evitar que el enemigo coordinara adecuadamente sus fuerzas. Tras saquear sus respectivas provincias y capturar Sandomierz, debían unirse al norte de Cracovia. Después de unirse a los dos grupos, se planeó que la hueste combinada marchara por Kielce, Chęciny, Jędrzejów y Miechów, antes de saquear Cracovia. Después de que Polonia fuera arrasada, las tropas mongoles debían regresar a la Rus'.
Los defensores polacos no tenían ningún plan elaborado, ya que el ataque fue claramente una sorpresa. Se ideó una estrategia ad hoc por la cual la mayoría de las fuerzas se concentraron en castillos y ciudades fortificadas en lugar de cabalgar para encontrarse con los mongoles en batallas de campo. El duque Leszek, con su fuerza principal, estaba en el camino de la primera columna.

## Invasión

### Columna del norte
La columna norte de las fuerzas mongolas fue apoyada por un gran contingente de vasallos mongoles, rutenos, bajo el duque Mstislav de Lutsk, el duque Volodymir de Volinia y el duque Lev de Galicia.
Leszek II el Negro se oponía a los mongoles con probablemente una fuerza de 15 000 hombres. Además, en comparación con la segunda invasión, varias ciudades habían sido fortificadas. Se describió que Cracovia en particular tenía un castillo hecho enteramente de piedra y que estaba «protegido por catapultas y grandes y pequeñas ballestas». Esto contrastaba marcadamente con las dos primeras invasiones, cuando la ciudadela de Cracovia estaba hecha de madera.
El 7 de diciembre de 1287, el grupo septentrional de las fuerzas mongoles bajo Talabuga dejó un campamento cerca de Wlodzimierz Wolynski,  y, después de evitar Lublin, el ejército intentó cruzar el Vístula cerca de Zawichost. Como el río no estaba aun congelado, tuvieron que encontrar un vado, dirigiéndose hacia el sur. Los invasores asediaron y asaltaron Sandomierz, pero abandonaron su sitio después de que su intento de asalto fuera derrotado. Dejaron las unidades rutenas en el área de la ciudad y cambiaron su curso.
Las fuerzas mongoles y rutenas no lograron capturar muchos lugares fortificados después de que la columna se dispersara en múltiples destacamentos y grupos de ataque. Lo más probable es que un importante destacamento intentara acercarse a la Abadía de Gysa Góra con otro destacamento aproximándose a la ciudad de Tursko, mientras tenían lugar escaramuzabas con las fuerzas locales polacas.
Pocos días después del asedio infructuoso de Sandomierz, las fuerzas de la columna principal de Talabuga fueron atacadas por una fuerza polaca de tamaño desconocido pero significativo bajo el duque Leszek cerca de las montañas Świętokrzyskie, y fueron derrotadas en la batalla de Łagów, que los nales polacos recogen en el 20 de diciembre. La derrota fue bastante severa, y después de llegar al área de Kielce, as fuerzas mongolas comenzaron una retirada, tomando el botín que ya habían reunido con ellos. En enero de 1288, llegaron a su campamento de invierno en Leópolis. Mientras tanto, Leszek y su ejército se dirigieron hacia Cracovia para preparar la defensa de la capital polaca.

### Columna meridional
El grupo meridional de las fuerzas mongolas bajo el mando de Nogai Khan (dividido en al menos tres destacamentos) se adentró en Polonia el 24 de diciembre de 1287 y asedió la ciudad de Cracovia. Los mongoles lanzaron un asalto infructuoso a la ciudad fortificada, sufrieron grandes bajas y perdieron a varios de sus líderes en el proceso. Nogai Khan decidió cambiar los planes, dividir su destacamento en unidades más pequeñas y saquear las áreas tanto al norte como al sur de Cracovia; sus unidades saquearon los pueblos alrededor de Cracovia y el ducado de Sieradz mientras participaban en pequeñas batallas con las fuerzas locales polacas que salían de ciudades y castillos. En paralelo a esto, otras dos columnas de su ejército sitiaron las ciudades de Podolínec y Stary Sącz. Poco después de la batalla de Cracovia, Leszek, su esposa y un pequeño grupo de servidores se deslizaron al reino de Hungría y solicitaron ayuda al rey Ladislao IV, que había derrotado a otra invasión mongola segunda invasión mongola de Hungría hacía menos de dos años.
En Podolínec, los mongoles devastaron el asentamiento y el área a su alrededor después de algunas escaramuzas con la milicia local. En Stary Sącz, el asedio duró aproximadamente un mes sin producir ningún resultado tangible. La ciudad estaba bien abastecida, con fuertes muros y una buena guarnición. Mientras tanto, el rey húngaro había aprobado una acción contra los mongoles, y encargó al noble George de Sóvár que dirigiera la expedición húngara. Su fuerza expedicionaria surgió desde Podolínec y Kežmarok, agregando tropas locales polacas a su número en el camino. La fuerza húngaro-polaca sorprendió por completo a un pequeño ejército mongol de 1000 hombres y lo aniquiló en la batalla de Stary Sącz, matando al comandante del ejército. Este fue el último combate importante de la invasión.
Leszek movilizó al ejército principal polaco mientras tanto y buscó unirse con los húngaros de George; reconociendo que sus fuerzas restantes serían dispersadas y superadas en número si permanecían en la región, Nogai reagrupó a sus hombres y se retiró de Polonia con la mayor parte de su ejército intacto. Llegó a Ruthenia a finales de enero de 1288, donde sus soldados saquearon las aldeas de sus vasallos en Galicia.

## Consecuencias
En comparación con las dos primeras invasiones, la incursión de 1287-1288 fue corta y mucho menos devastadora. Los mongoles no capturaron ninguna ciudad ni castillos significativos y perdieron una cantidad importante de hombres. También saquearon y tomaron menos prisioneros que en las invasiones anteriores.
El historiador polaco Stefan Krakowski atribuye el fracaso relativo de la invasión mongola a dos causas principales. Primera, aunque 30 000 hombres eran más que en las incursiones previas en Polonia, la rivalidad entre Talabuga y Nogai significó que las dos columnas no cooperaron bien, y que la primera se retiró cuando la segunda entraba en Polonia. En segundo lugar, las fortificaciones mejoradas de los polacos hicieron que sus asentamientos fueran mucho más difíciles de tomar, lo que permitió a Leszek y sus nobles poner en acción un simple plan defensivo de tres etapas. La primera etapa fue la defensa pasiva por guarniciones (por ejemplo, Sandomir, Łysa Góra, Cracovia, Tursko), la segunda fue la lucha contra los pequeños destacamentos mongoles llevada a cabo por las fuerzas locales mediante una serie de salidas, y la tercera etapa fue un contragolpe de un gran ejército húngaro-polaco contra mongoles dispersos y reducidos.  Esto contrasta bastante bruscamente con la primera invasión. Entonces los mongoles también dispersaron su ejército en unidades más pequeñas, pero pudieron tomar fácilmente los asentamientos pobremente fortificados que atacaron y aplastaron a las fuerzas polacas enviadas a su encuentro en batallas campales, destruyendo a las fuerzas polacas casi simultáneamente en Sandomir, Tursko y Tarczek, a mediados de febrero y en Chmielnik, Cracovia  y Raciborz a finales de marzo, sin muchas escaramuzas ni asedios prolongados.

## Legado
La campaña de 1287-1288 se considera comúnmente como el origen de Lajkonik, una figura popular y símbolo no oficial de la ciudad de Cracovia. La historia (posiblemente apócrifa) quiere que un grupo de polacos descubriese un campamento mongol fuera de las murallas de la ciudad de Cracovia en diciembre de 1287 mientras los mongoles la asediaban, y lanzaran una incursión sorpresa en la que mataron a varios generales mongoles, incluido el comandante del asedio. El líder de la incursión llevó luego el atuendo ricamente decorado del comandante mongol a la ciudad.